# Asperula visianii
Asperula visianii är en måreväxtart som beskrevs av Korica. Asperula visianii ingår i släktet färgmåror, och familjen måreväxter. Inga underarter finns listade i Catalogue of Life.